# Storhamar Håndball
Maillots
Le Storhamar Håndball est un club norvégien de handball féminin basé à Hamar.

## Joueuses célèbres
- Anja Edin
- Maja Jakobsen
- Heidi Tjugum
- Lise Løke

## Effectif actuel
Pour la saison 2018–2019
| gardiennes - 01 Stine Lidén - 16 Lea Løkke-Owre - 39 Chana Masson ailières droites - 06 Elise Skinnehaugen ailières gauches - 03 Gabriella Juhász - 10 Kristin Venn pivots - 05 Heidi Løke (c) - 07 Ellen Marie Folkvord - 09 Anna Mortvedt - 14 Kristin Høybakken - 15 Synne Fossheim - 21 Moa Fredriksson | arrières droites - 08 Anna Sofie Sandberg - 22 Betina Riegelhuth - 33 Guro Nestaker demi-centres - 11 Tonje Enkerud - 20 Mia Svele arrières gauches - 04 Malene Aambakk - 13 Tina Engan |